# Saumur
Saumur (wymowaⓘ) – miejscowość i gmina we Francji, w regionie Kraj Loary, w departamencie Maine i Loara, położona w dolinie Loary, nad ujściem do niej rzeki Thouet, w obrębie parku regionalnego Loire-Anjou-Touraine.
W roku 2010 gminę zamieszkiwało 27 283 osób, a gęstość zaludnienia wynosiła 412 osób/km².

## Historia
Saumur zostało zbudowane na bazie zamku z IX w. W 1026 Fulko III Czarny, z Andegawenów, zakończył rządy hrabiów Blois, a Saumur stał się ważnym ośrodkiem handlowym w prowincji. Jako część Andegawenii, Saumur stało się domeną francuskiej korony w 1204 pod rządami Filipa II.
W XVI w. Saumur stało się intelektualnym centrum hugenotów. Akademia protestancka założona przez Philippe Duplessis Mornay w 1593 została rozwiązana w wyniku Edyktu z Fontainebleau w 1685. W Akademii pracowali Moïse Amyraut, twórca doktryny amyraldianizmu, Louis Cappel i Franciscus Gomarus; tu studiowali François Turrettini i Jean Frédéric Ostervald. Akademia była ściśle związana z działającym w Niderlandach triumwiratem Izaaka Casaubona, Józefa Justusa Scaligera i Klaudiusza Salmasjusza. Nie tylko akademia musiała zostać zamknięta, ale także ludność protestancka opuściła miasto, które w rezultacie straciło znaczenie gospodarcze.
W 1848 do miasta dotarła kolej linii Tours – Saint-Nazaire.
Saumur jest ważnym miejscem francuskich kawalerzystów i siedzibą francuskiej szkoły jeździeckiej Cadre Noir, której kadeci podczas kampanii francuskiej w 1940 bronili miasta i południowego brzegu Loary.
W dniach 8/9 czerwca 1944  po lądowaniu w Normandii tunel kolejowy w okolicy Saumur był celem nalotu, w którym użyto ciężkich bomb typu Tallboy, podczas którego zniszczono tunel i opóźniono dotarcie posiłków niemieckich do Normandii.
Saumur zostało wyzwolone w sierpniu 1944 przez alianckie wojska pancerne pod dowództwem generała George'a S. Pattona. W mieście znajduje się od 1977 Musée des Blindés – jedno z największych na świecie muzeów poświęconych broni pancernej. Posiada w swoich zbiorach m.in. jedyny sprawny Tygrys II „Tygrys Królewski” na świecie.

## Zabytki
- Gmina jest częścią Regionalnego parku przyrody Loire-Anjou-Touraine
- Zamek w Saumur z (XIV/XV w.) z renesansowymi przebudowami (XVI w.)
- Romański kościół Notre-Dame-de-Nantilly, którego budowa sięga XII w.
- Gotycki kościół Saint-Pierre, którego budowę rozpoczęto w XII w.
- Stara część ratusza, która kiedyś była wbudowana w mur miejski i leży bezpośrednio nad Loarą, pochodzi z XV w.
- Historyczne centrum miasta z XV w.
- Szkoła kawalerii Cadre Noir (École Nationale d'Équitation) powstała pod koniec XVIII w. z oddziałów szkolnych kawalerii francuskiej. Dziś instytut jest poświęcony zarówno francuskiej tradycji jeździeckiej, jak i nowoczesnemu jeździectwu sportowemu.
- Miejskie muzea obejmują Musée des Blindés, jedno z największych muzeów czołgów na świecie, muzeum koni i muzeum pieczarki.

## Współpraca
Miejscowość partnerska:
- Waregem, Belgia

## Galeria

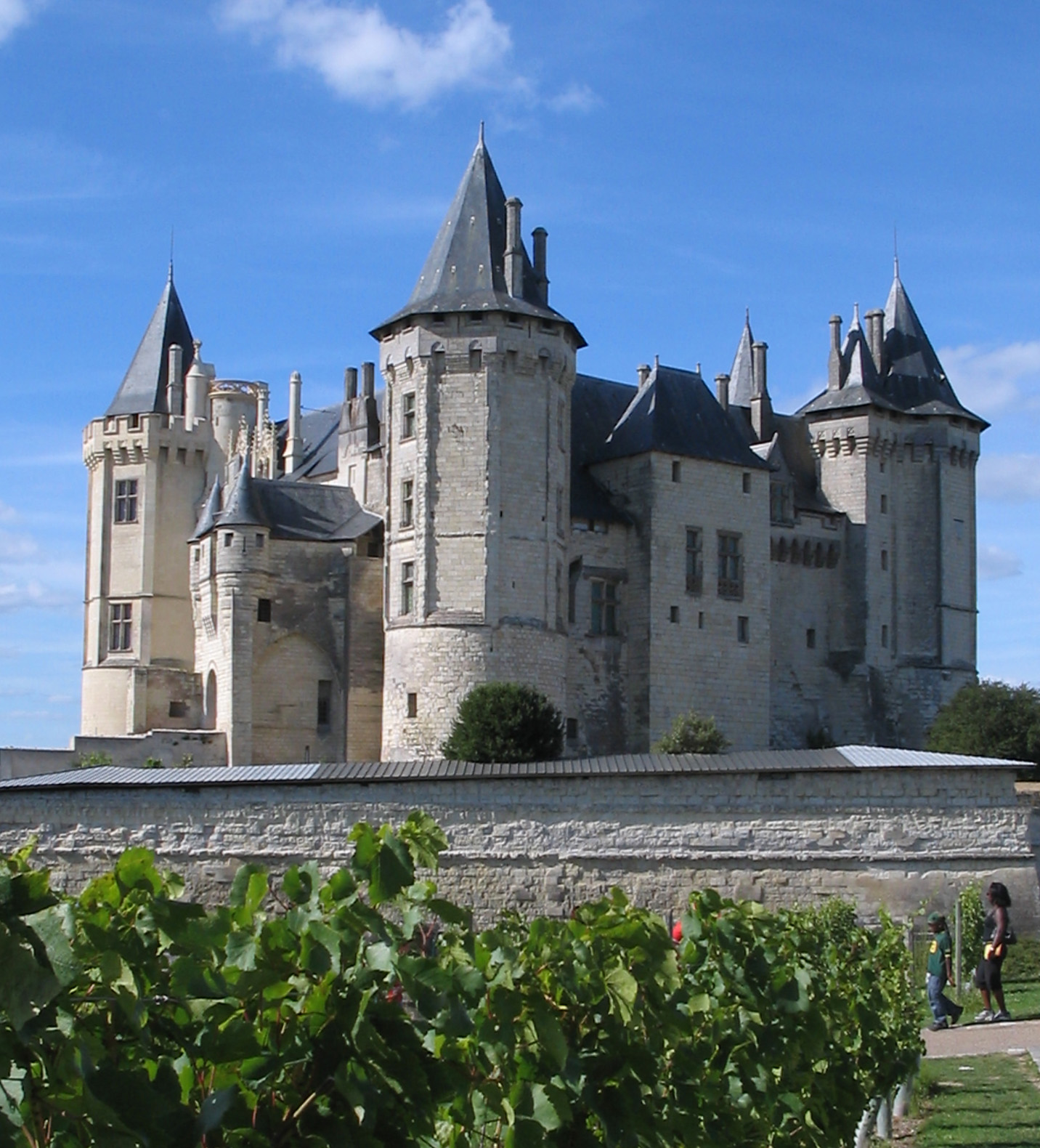
Zamek w Saumur
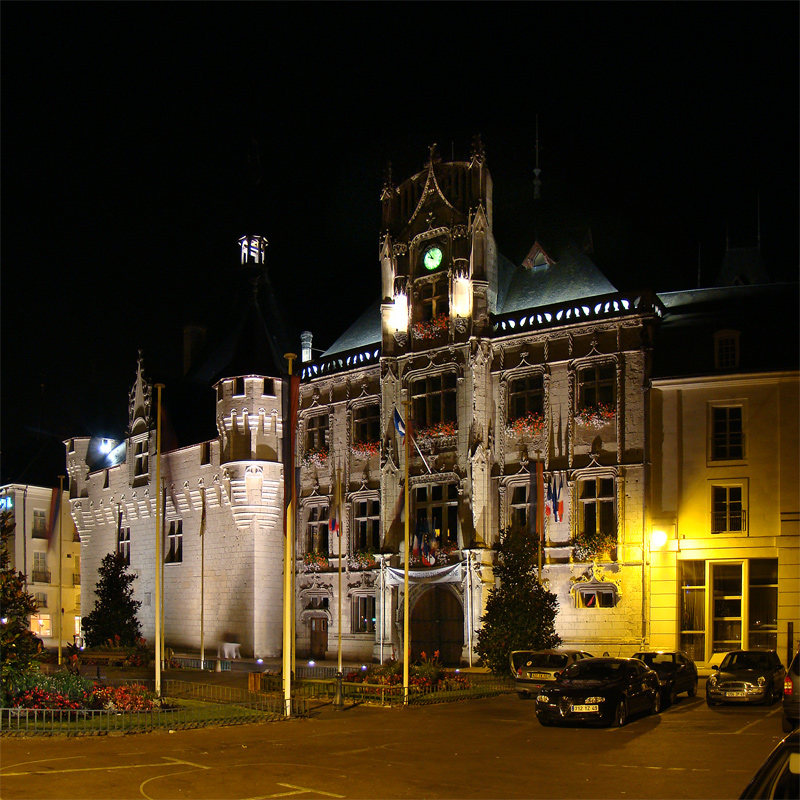
Ratusz w Saumur
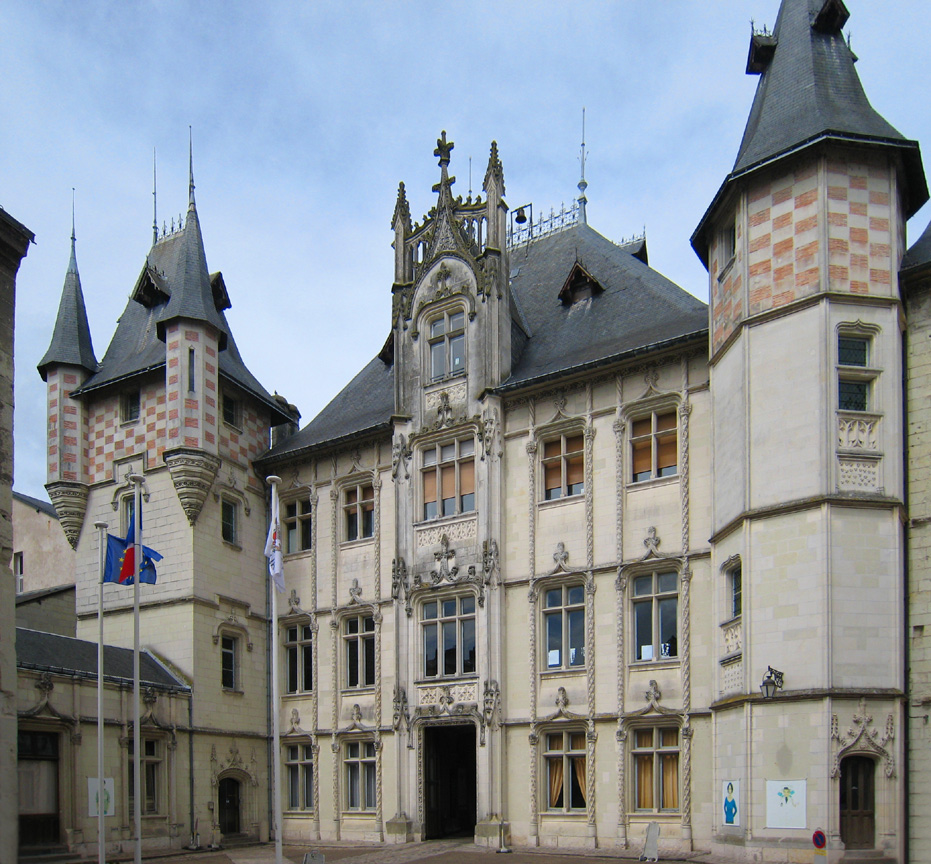
Ratusz w Saumur - widok od strony dziedzińca
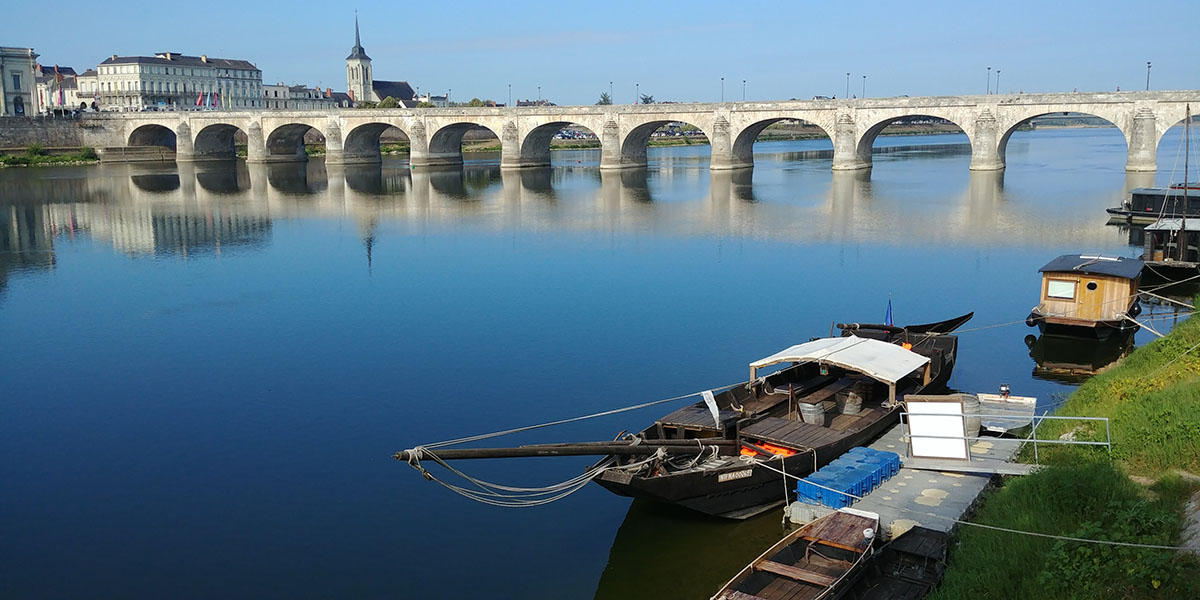
Pont Cessart - most nad Loarą w Saumur
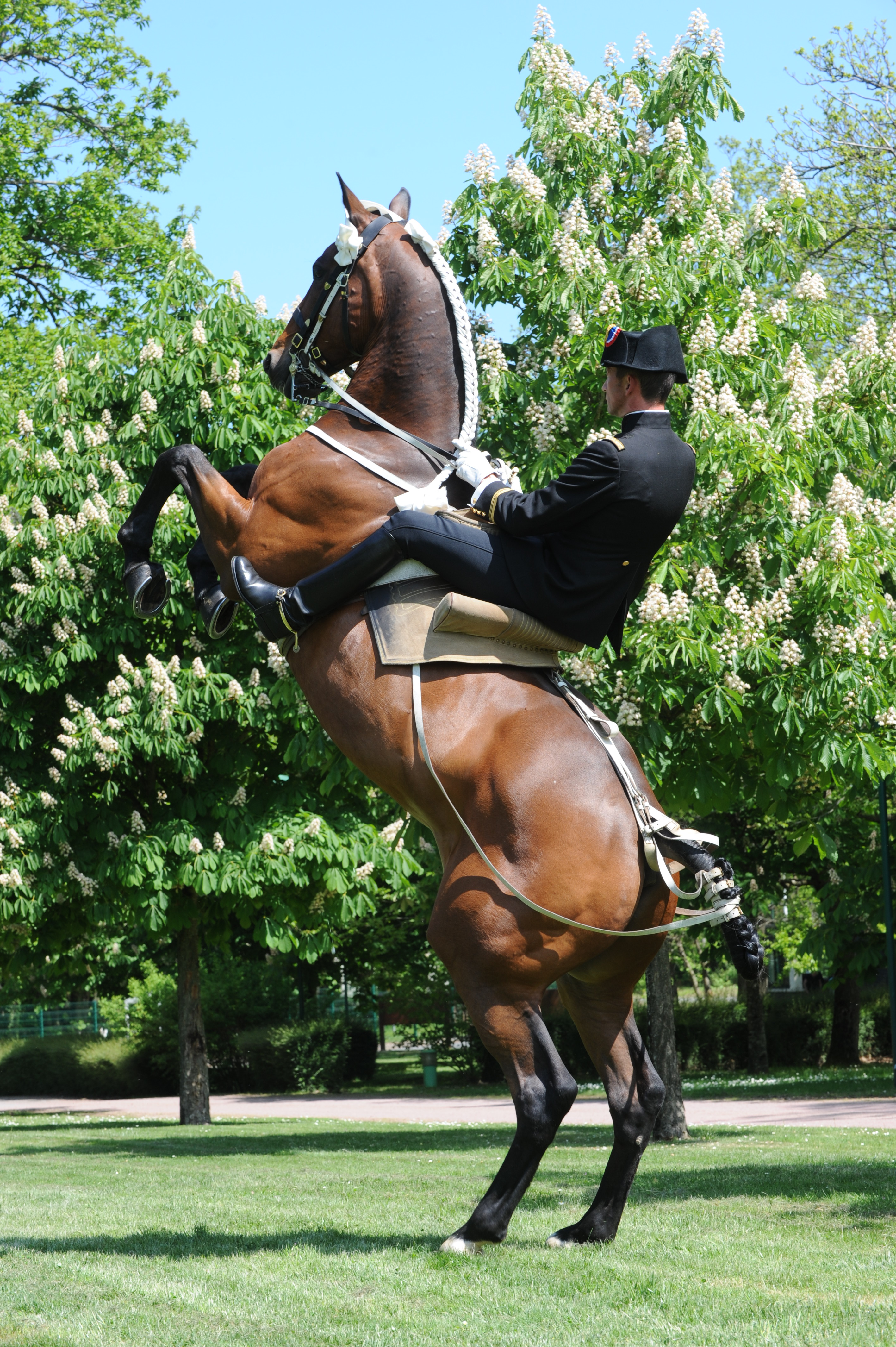
Figura w wykonaniu jeźdźca Cadre noir